# Repêchage d'entrée dans la LNH 2011
2010 2012
Le repêchage d'entrée dans la LNH 2011 est le 49e repêchage d'entrée de l'histoire de la Ligue nationale de hockey (LNH). Il se déroule au Xcel Energy Center salle habituelle du Wild du Minnesota, à Saint Paul dans le Minnesota aux États-Unis le 24 et 25 juin 2011. Le dernier repêchage présenté au Minnesota a eu lieu en 1989 alors que les North Stars du Minnesota évoluaient encore dans la LNH.

## Meilleurs espoirs

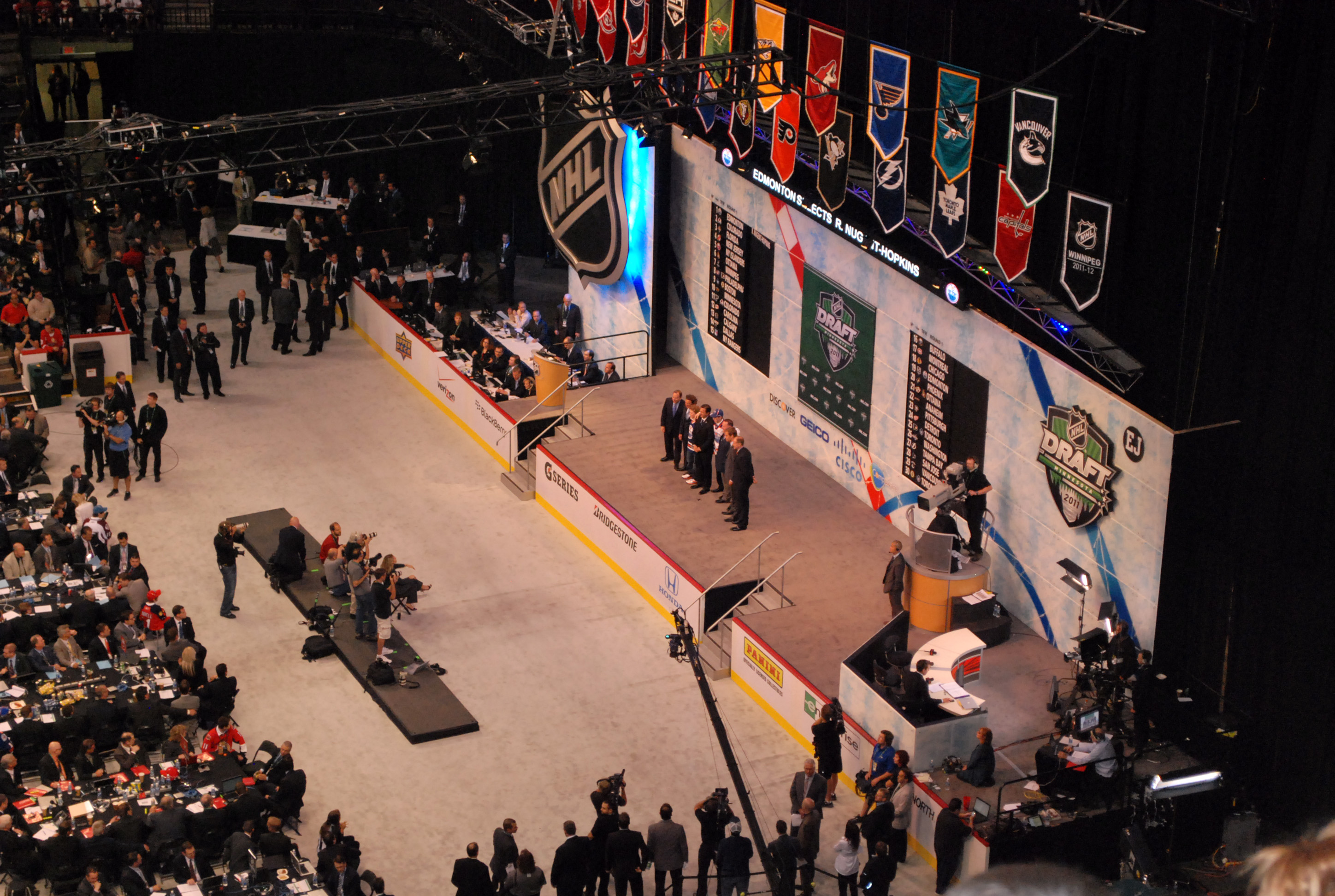
Les Oilers d'Edmonton font de Ryan Nugent-Hopkins le 1er choix

| Rang | En Amérique du Nord     | En Europe            |
| ---- | ----------------------- | -------------------- |
| 1    | Ryan Nugent-Hopkins (C) | Adam Larsson (D)     |
| 2    | Gabriel Landeskog (AD)  | Mika Zibanejad (C)   |
| 3    | Jonathan Huberdeau (C)  | Jonas Brodin (D)     |
| 4    | Dougie Hamilton (D)     | Joel Armia (AD)      |
| 5    | Nathan Beaulieu (D)     | Dmitrij Jaškin (AD)  |
| 6    | Sean Couturier (C)      | Oscar Klefbom (D)    |
| 7    | Sven Bärtschi (AG)      | Miikka Salomaki (AD) |
| 8    | Ryan Strome (C)         | Joachim Nermark (C)  |
| 9    | Ryan Murphy (D)         | Markus Granlund (C)  |
| 10   | Duncan Siemens (D)      | Rasmus Bengtsson (D) |

| Rang | En Amérique du Nord | En Europe        |
| ---- | ------------------- | ---------------- |
| 1    | John Gibson         | Samu Perhonen    |
| 2    | Christopher Gibson  | Magnus Hellberg  |
| 3    | Jordan Binnington   | Jaroslav Pavelka |
| 4    | Matt McNeely        | Benjamin Conz    |
| 5    | Stephen Michalek    | Lars Volden      |

## Le repêchage

### Premier tour
| Rang | Joueur                | Position | Nationalité | Équipe LNH                              | Repêché de                                       |
| ---- | --------------------- | -------- | ----------- | --------------------------------------- | ------------------------------------------------ |
| 1    | Ryan Nugent-Hopkins   | C        | Canada      | Oilers d'Edmonton                       | Rebels de Red Deer (LHOu)                        |
| 2    | Gabriel Landeskog     | AD       | Suède       | Avalanche du Colorado                   | Rangers de Kitchener (LHO)                       |
| 3    | Jonathan Huberdeau    | C        | Canada      | Panthers de la Floride                  | Sea Dogs de Saint-Jean (LHJMQ)                   |
| 4    | Adam Larsson          | D        | Suède       | Devils du New Jersey                    | Skellefteå AIK (Elitserien)                      |
| 5    | Ryan Strome           | C        | Canada      | Islanders de New York                   | IceDogs de Niagara (LHO)                         |
| 6    | Mika Zibanejad        | C        | Suède       | Sénateurs d'Ottawa                      | Djurgården Hockey (Elitserien)                   |
| 7    | Mark Scheifele        | C        | Canada      | Jets de Winnipeg                        | Colts de Barrie (LHO)                            |
| 8    | Sean Couturier        | C        | Canada      | Flyers de Philadelphie (↔ Columbus)     | Voltigeurs de Drummondville (LHJMQ)              |
| 9    | Dougie Hamilton       | D        | Canada      | Bruins de Boston (↔ Toronto)            | IceDogs de Niagara (LHO)                         |
| 10   | Jonas Brodin          | D        | Suède       | Wild du Minnesota                       | Färjestads BK (Elitserien)                       |
| 11   | Duncan Siemens        | D        | Canada      | Avalanche du Colorado (↔ St. Louis)     | Blades de Saskatoon (LHOu)                       |
| 12   | Ryan Murphy           | D        | Canada      | Hurricanes de la Caroline               | Rangers de Kitchener (LHO)                       |
| 13   | Sven Bärtschi         | AG       | Suisse      | Flames de Calgary                       | Winterhawks de Portland (LHOu)                   |
| 14   | Jamieson Oleksiak     | D        | États-Unis  | Stars de Dallas                         | Northeastern University (NCAA)                   |
| 15   | Jonathan Miller       | D        | États-Unis  | Rangers de New York                     | Curry College (USHL)                             |
| 16   | Joel Armia            | AD       | Finlande    | Sabres de Buffalo                       | Ässät Pori (SM-liiga)                            |
| 17   | Nathan Beaulieu       | D        | Canada      | Canadiens de Montréal                   | Sea Dogs de Saint-Jean (LHJMQ)                   |
| 18   | Mark McNeill          | C        | Canada      | Blackhawks de Chicago                   | Raiders de Prince Albert (LHOu)                  |
| 19   | Oscar Klefbom         | D        | Suède       | Oilers d'Edmonton (↔ Los Angeles)       | Färjestads BK (Elitserien)                       |
| 20   | Connor Murphy         | D        | États-Unis  | Coyotes de Phoenix                      | USA Hockey (USHL)                                |
| 21   | Stefan Noesen         | AD       | États-Unis  | Sénateurs d'Ottawa                      | Whalers de Plymouth (LHO)                        |
| 22   | Tyler Biggs           | AD       | États-Unis  | Maple Leafs de Toronto (↔ Anaheim)      | Équipe des États-Unis des moins de 18 ans (USHL) |
| 23   | Joe Morrow            | D        | Canada      | Penguins de Pittsburgh                  | Winterhawks de Portland (LHOu)                   |
| 24   | Matthew Puempel       | AG       | Canada      | Sénateurs d'Ottawa (↔Détroit)           | Petes de Peterborough (LHO)                      |
| 25   | Stuart Percy          | D        | Canada      | Maple Leafs de Toronto (↔ Philadelphie) | St. Michael's Majors de Mississauga (LHO)        |
| 26   | Phillip Danault       | AG       | Canada      | Blackhawks de Chicago (↔ Washington)    | Tigres de Victoriaville (LHJMQ)                  |
| 27   | Vladislav Namestnikov | C        | Russie      | Lightning de Tampa Bay                  | Knights de London (LHO)                          |
| 28   | Zack Phillips         | C        | Canada      | Wild du Minnesota (↔ San Jose)          | Sea Dogs de Saint-Jean (LHJMQ)                   |
| 29   | Nicklas Jensen        | AG       | Danemark    | Canucks de Vancouver                    | Generals d'Oshawa (LHO)                          |
| 30   | Rickard Rakell        | AD       | Suède       | Ducks d'Anaheim (↔Toronto) ↔ (Boston)   | Whalers de Plymouth (LHO)                        |

#### Transferts et annulations
- Les Blue Jackets ont échangé leur choix de premier tour ainsi que leur choix de 3e tour avec Jakub Voracek aux Flyers  après la transaction du 23 juin 2011 qui a amené Jeff Carter à Columbus.
- Les Maple Leafs ont échangé leur choix de premier tour aux Bruins après la transaction du 18 septembre 2009 qui a amené Phil Kessel à Toronto contre les choix de 1er et de 2e tour en 2010 et ce choix.
- Les Predators ont échangé leur choix de premier tour aux Sénateurs après la transaction du 10 février 2011 qui a amené Mike Fisher à Nashville.
- Les Flyers ont échangé leur choix de premier tour aux Maple Leafs après la transaction du 12 février 2011 qui a amené Kris Versteeg à Philadelphie.
- Les Ducks ont échangé leur choix de premier tour aux Maple Leafs contre le choix de premier tour des Bruins et leur choix de deuxième tour.
  - Les Bruins ont échangé leur choix de premier tour aux Maple Leafs après la transaction du 18 février 2011 qui a amené Tomas Kaberle à Boston contre Joe Colborne, un choix conditionnel et ce choix.
- Les Red Wings ont échangé leur choix de premier tour aux Sénateurs contre les choix de deuxième tour des Sénateurs et des Blackhawks
- Les Kings ont échangé leur choix de premier tour aux Oilers après la transaction du 28 février 2011 qui a amené Dustin Penner à Los Angeles en échange de Colten Teubert, un choix conditionnel de troisième tour en 2012 et ce choix[3].
- Les Sharks ont échangé leur choix de premier tour, avec Charlie Coyle et Devin Setoguchi, au Wild du Minnesota contre Brent Burns et un choix de deuxième tour en 2012

### Deuxième tour
| Rang | Joueur                  | Position | Nationalité               | Équipe LNH                                              | Repêché de                                       |
| ---- | ----------------------- | -------- | ------------------------- | ------------------------------------------------------- | ------------------------------------------------ |
| 31   | David Musil             | D        | Canada                    | Oilers d'Edmonton                                       | Giants de Vancouver (LHOu)                       |
| 32   | Ty Rattie               | AD       | Canada                    | Blues de Saint-Louis (↔ Colorado)                       | Winterhawks de Portland (LHOu)                   |
| 33   | Rocco Grimaldi          | C        | États-Unis                | Panthers de la Floride                                  | Équipe des États-Unis des moins de 18 ans (USHL) |
| 34   | Scott Mayfield          | D        | États-Unis                | Islanders de New York                                   | Phantoms de Youngstown (USHL)                    |
| 35   | Tomáš Jurčo             | AD       | Slovaquie                 | Red Wings de Détroit (↔Ottawa)                          | Sea Dogs de Saint-Jean (LHJMQ)                   |
| 36   | Adam Clendening         | D        | États-Unis                | Blackhawks de Chicago (↔ Winnipeg)                      | Terriers de Boston (NCAA)                        |
| 37   | Boone Jenner            | C        | Canada                    | Blue Jackets de Columbus                                | Generals d'Oshawa (LHO)                          |
| 38   | Magnus Hellberg         | G        | Suède                     | Predators de Nashville (↔ New Jersey)                   | Almtuna IS (Allsvenskan)                         |
| 39   | John Gibson             | G        | États-Unis                | Ducks d'Anaheim (↔ Toronto)                             | Équipe des États-Unis des moins de 18 ans (USHL) |
| 40   | Aleksandr Khokhlatchiov | C        | Russie                    | Bruins de Boston (↔ Minnesota)                          | Spitfires de Windsor (LHO)                       |
| 41   | Dmitrij Jaškin          | AD       | République tchèque Russie | Blues de Saint-Louis                                    | HC Sparta Prague (Extraliga)                     |
| 42   | Victor Rask             | C        | Suède                     | Hurricanes de la Caroline                               | Leksands IF (Allsvenskan)                        |
| 43   | Brandon Saad            | AG       | Canada                    | Blackhawks de Chicago (↔ Calgary)                       | Spirit de Saginaw (LHO)                          |
| 44   | Brett Ritchie           | AD       | Canada                    | Stars de Dallas                                         | Sting de Sarnia (LHO)                            |
| 45   | Markus Granlund         | C        | Finlande                  | Flames de Calgary (↔New York)                           | HIFK (SM-liiga)                                  |
| 46   | Joel Edmundson          | D        | Canada                    | Blues de Saint-Louis (↔Buffalo)                         | Warriors de Moose Jaw (LHOu)                     |
| 47   | Matthew Nieto           | AG       | Canada                    | Sharks de San Jose (↔Floride (↔Montréal)                | Terriers de Boston (Hockey East)                 |
| 48   | Xavier Ouellet          | D        | France Canada             | Red Wings de Détroit (↔Ottawa ↔Chicago)                 | Club de hockey junior de Montréal (LHJMQ)        |
| 49   | Christopher Gibson      | G        | Finlande                  | Kings de Los Angeles                                    | Saguenéens de Chicoutimi (LHJMQ)                 |
| 50   | Johan Sundström         | C        | Suède                     | Islanders de New York (↔ Montréal)                      | Frölunda Indians (Elitserien)                    |
| 51   | Alexander Ruuttu        | C        | Finlande                  | Coyotes de Phoenix                                      | Jokerit Jr. (Finlande Jr.)                       |
| 52   | Miikka Salomäki         | AD       | Finlande                  | Predators de Nashville                                  | Kärpät Oulu (SM-liiga)                           |
| 53   | William Karlsson        | C        | Suède                     | Ducks d'Anaheim                                         | VIK Västerås HK Jr. (Suède Jr.)                  |
| 54   | Scott Harrington        | D        | Canada                    | Penguins de Pittsburgh                                  | Knights de London (LHO)                          |
| 55   | Ryan Sproul             | D        | Canada                    | Red Wings de Détroit                                    | Greyhounds de Sault Ste. Marie (LHO)             |
| 56   | Lucas Lessio            | AG       | Canada                    | Coyotes de Phoenix (↔Philadelphie)                      | Generals d'Oshawa (LHO)                          |
| 57   | Tyler Wotherspoon       | D        | Canada                    | Flames de Calgary (↔Washington) ↔(Caroline) (↔New York) | Winter Hawks de Portland (LHOu)                  |
| 58   | Nikita Koutcherov       | AD       | Russie                    | Lightning de Tampa Bay                                  | HK CSKA Moscou (KHL)                             |
| 59   | Rasmus Bengtsson        | D        | Suède                     | Panthers de la Floride                                  | Rögle BK (Allsvenskan)                           |
| 60   | Mario Lucia             | AG       | États-Unis                | Canucks de Vancouver                                    | Wayzata High School (High School Minnesota)      |
| 61   | Shane Prince            | C        | États-Unis                | Sénateurs d'Ottawa (↔Boston)                            | 67 d'Ottawa (LHO)                                |

#### Transferts et annulations
- Le deuxième choix des Thrashers va aux Blackhawks après la transaction du 1er juillet 2010 qui a amené Andrew Ladd à Atlanta en échange d'Ivan Vichnevski et ce choix.
- Le deuxième choix des Flames va à Chicago après la transaction du 5 septembre 2009 qui a ramené le choix de 2e tour des Maple Leafs de Toronto en 2010 à Toronto en échange de ce choix et d'un choix de 3e tour en 2011.
  - Toronto avait précédemment acquis ce choix le 27 juillet 2009 en échangeant Anton Stralman, Colin Stuart et un choix de 7e tour en 2012 à Calgary contre Wayne Primeau et ce choix.
- Le deuxième choix du Wild va aux Bruins
- Le deuxième choix des Canadiens va aux Panthers à la suite de la transaction du 11 février 2010 qui a envoyé Dominic Moore à Montréal contre ce choix.
- Le deuxième choix des Devils va aux Predators après la transaction du 19 juin 2010 qui a envoyé Jason Arnott au New Jersey contre Matt Halischuk et ce choix.
- Le deuxième choix des Flyers va aux Coyotes après la transaction du 4 mars 2009 qui a envoyé Daniel Carcillo à Philadelphie contre Scottie Upshall et ce choix.
- Le deuxième choix des Capitals va aux Rangers après la transaction du 26 juin 2010 qui a envoyé Bob Sanguinetti en Caroline contre un choix de 6e tour en 2010 et ce choix.
  - La Caroline avait précédemment acquis ce choix le 3 mars 2010 lors d'une transaction qui a envoyé Joe Corvo à Washington contre Brian Pothier, Oskar Osala et ce choix.
- Le deuxième choix compensatoire des Canadiens va aux Islanders après la transaction qui a amené James Wisniewski en échange de ce choix.
  - Les Canadiens de Montréal ont reçu le 50e choix au total comme compensation pour ne pas avoir mis sous contrat David Fischer avant le 15 août 2010.

### Troisième tour
| Rang | Joueur            | Position | Nationalité        | Équipe LNH                                       | Repêché de                                |
| ---- | ----------------- | -------- | ------------------ | ------------------------------------------------ | ----------------------------------------- |
| 62   | Samu Perhonen     | G        | Finlande           | Oilers d'Edmonton                                | JYP Jyväskylä Jr. (Finlande Jr.)          |
| 63   | Andreï Pedan      | D        | Lituanie Russie    | Islanders de New York (↔ Colorado)               | Storm de Guelph (LHO)                     |
| 64   | Vincent Trocheck  | C        | États-Unis         | Panthers de la Floride                           | Spirit de Saginaw (LHO)                   |
| 65   | Joseph Cramarossa | C        | Canada             | Ducks d'Anaheim (↔New York)                      | St. Michael's Majors de Mississauga (LHO) |
| 66   | T. J. Tynan       | C        | États-Unis         | Sénateurs d'Ottawa                               | Fighting Irish de Notre Dame (CCHA)       |
| 67   | Adam Lowry        | AG       | États-Unis         | Jets de Winnipeg                                 | Broncos de Swift Current (LHOu)           |
| 68   | Nick Cousins      | C        | Canada             | Flyers de Philadelphie (↔Columbus)               | Greyhounds de Sault Ste. Marie (LHO)      |
| 69   | Choix retiré      |          |                    | Devils du New Jersey                             |                                           |
| 70   | Michael Paliotta  | D        | États-Unis         | Blackhawks de Chicago (↔ Toronto)                | États-Unis (USHL)                         |
| 71   | David Honzík      | G        | République tchèque | Canucks de Vancouver                             | Tigres de Victoriaville (LHJMQ)           |
| 72   | Steven Fogarty    | C        | États-Unis         | Blues de Saint-Louis                             | Edina High School (Minnesota High School) |
| 73   | Keegan Lowe       | D        | États-Unis         | Hurricanes de la Caroline                        | Oil Kings d'Edmonton (LHOu)               |
| 74   | Travis Ewanyk     | AG       | Canada             | Oilers d'Edmonton (↔ Calgary)                    | Oil Kings d'Edmonton (LHOu)               |
| 75   | Blake Coleman     | C        | États-Unis         | Stars de Dallas                                  | Ice d'Indiana (USHL)                      |
| 76   | Logan Shaw        | AD       | Canada             | Panthers de la Floride (↔New York)               | Screaming Eagles du Cap-Breton (LHJMQ)    |
| 77   | Daniel Catenacci  | C        | Canada             | Sabres de Buffalo                                | Greyhounds de Sault Ste. Marie (LHO)      |
| 78   | Brennan Serville  | D        | Canada             | Jets de Winnipeg (↔Montréal)                     | Spirit de Stouffville (OJHL)              |
| 79   | Klas Dahlbeck     | D        | Suède              | Blackhawks de Chicago                            | Linköpings HC (Elitserien)                |
| 80   | Andy Andreoff     | C        | Canada             | Kings de Los Angeles                             | Generals d'Oshawa (LHO)                   |
| 81   | Anthony Camara    | AG       | Canada             | Bruins de Boston (↔Phoenix)                      | Spirit de Saginaw (LHO)                   |
| 82   | Nick Shore        | C        | États-Unis         | Kings de Los Angeles (↔Nashville)                | Pioneers de Denver (WCHA)                 |
| 83   | Andrew Welinsky   | D        | États-Unis         | Ducks d'Anaheim                                  | Gamblers de Green Bay (USHL)              |
| 84   | Harrison Ruopp    | D        | Canada             | Coyotes de Phoenix (↔Pittsburgh) (↔Philadelphie) | Raiders de Prince Albert (LHOu)           |
| 85   | Alan Quine        | C        | Canada             | Red Wings de Détroit                             | Petes de Peterborough (LHO)               |
| 86   | Josh Leivo        | AG       | Canada             | Maple Leafs de Toronto (↔Philadelphie)           | Wolves de Sudbury (LHO)                   |
| 87   | Jonathan Racine   | D        | Canada             | Panthers de la Floride (↔Washington)             | Cataractes de Shawinigan (LHJMQ)          |
| 88   | Jordan Binnington | G        | Canada             | Blues de Saint-Louis (↔Tampa Bay)                | Attack d'Owen Sound (LHO)                 |
| 89   | Justin Sefton     | D        | Canada             | Sharks de San Jose                               | Wolves de Sudbury (LHO)                   |
| 90   | Alexandre Grenier | AD       | Canada             | Canucks de Vancouver                             | Mooseheads d'Halifax (LHJMQ)              |
| 91   | Kyle Rau          | C        | États-Unis         | Panthers de la Floride (↔Boston)                 | Eden Prairie High School USHS Minnesota   |

#### Transferts et annulations
- Le troisième choix des Bruins va aux Panthers
- Le troisième choix des Flames va aux Oilers
- Le troisième choix de Avalanche va aux Islanders
- Le troisième choix des Devils a été annulé à cause de l'affaire Kovaltchouk
- Le troisième choix des Coyotes va aux Bruins
- Le troisième choix des Penguins va aux Flyers
- Le troisième choix des Maple Leafs va aux Blackhawks
- Le troisième choix des Flyers va aux Maple Leafs après la transaction du 12 février 2011 qui a amené Kris Versteeg à Philadelphie contre leur choix de 1er tour et ce choix.

### Quatrième tour
| Rang | Joueur              | Position | Nationalité | Équipe LNH                          | Repêché de                              |
| ---- | ------------------- | -------- | ----------- | ----------------------------------- | --------------------------------------- |
| 92   | Dillon Simpson      | D        | Canada      | Oilers d'Edmonton                   | Fighting Sioux du Dakota du Nord (NCAA) |
| 93   | Joachim Nermark     | C        | Suède       | Avalanche du Colorado               | Linköpings HC Jr. (Suède Jr.)           |
| 94   | Josh Shalla         | AG       | Canada      | Predators de Nashville (↔Floride)   | Spirit de Saginaw (LHO)                 |
| 95   | Robbie Russo        | D        | États-Unis  | Islanders de New York               | États-Unis (USHL)                       |
| 96   | Jean-Gabriel Pageau | C        | Canada      | Sénateurs d'Ottawa                  | Olympiques de Gatineau (LHJMQ)          |
| 97   | Josiah Didier       | D        | États-Unis  | Canadiens de Montréal (↔Winnipeg)   | RoughRiders de Cedar Rapids (USHL)      |
| 98   | Mike Reilly         | D        | États-Unis  | Blue Jackets de Columbus            | Shattuck-Saint-Mary's (USHS-Minnesota)  |
| 99   | Reid Boucher        | C        | États-Unis  | Devils du New Jersey                | États-Unis (USHL)                       |
| 100  | Tom Nilsson         | D        | Suède       | Maple Leafs de Toronto              | Mora IK Jr. (Suède Jr.)                 |
| 101  | Joe Labate          | C        | États-Unis  | Canucks de Vancouver (↔Minnesota)   | Holy Angels (USHS-Minnesota)            |
| 102  | Yannick Veilleux    | AG       | Canada      | Blues de Saint-Louis                | Cataractes de Shawinigan (LHJMQ)        |
| 103  | Grégory Hofmann     | C        | Suisse      | Hurricanes de la Caroline           | HC Ambri-Piotta (LNA)                   |
| 104  | John Gaudreau       | AG       | États-Unis  | Flames de Calgary                   | Fighting Saints de Dubuque (USHL)       |
| 105  | Emil Molin          | C        | Suède       | Stars de Dallas                     | Brynäs IF Jr. (SM-liiga)                |
| 106  | Michael St. Croix   | C        | Canada      | Rangers de New York                 | Oil KIngs d'Edmonton (LHOu)             |
| 107  | Colin Jacobs        | C        | États-Unis  | Sabres de Buffalo                   | Thunderbirds de Seattle (LHOu)          |
| 108  | Olivier Archambault | AG       | Canada      | Canadiens de Montréal (↔Winnipeg)   | Foreurs de Val-d'Or (LHJMQ)             |
| 109  | Maksim Chalounov    | AD       | Russie      | Blackhawks de Chicago               | Metchel Tcheliabinsk (VHL)              |
| 110  | Michael Mersch      | AG       | États-Unis  | Kings de Los Angeles                | Badgers du Wisconsin (WCHA)             |
| 111  | Kale Kessy          | AG       | Canada      | Coyotes de Phoenix                  | Tigers de Medicine Hat (LHOu)           |
| 112  | Garrett Noonan      | D        | États-Unis  | Predators de Nashville              | Terriers de Boston (Hockey East)        |
| 113  | Magnus Nygren       | D        | Suède       | Canadiens de Montréal (↔Anaheim)    | Färjestads BK (Elitserien)              |
| 114  | Tobias Rieder       | AD       | Allemagne   | Oilers d'Edmonton (↔Pittsburgh)     | Rangers de Kitchener (LHO)              |
| 115  | Marek Tvrdon        | AD       | Slovaquie   | Red Wings de Détroit                | Giants de Vancouver (LHOu)              |
| 116  | Colin Suellentrop   | D        | États-Unis  | Flyers de Philadelphie              | Generals d'Oshawa (LHO)                 |
| 117  | Steffen Søberg      | G        | Norvège     | Capitals de Washington              | Manglerud Star Ishockey (1. divisjon)   |
| 118  | Marcel Noebels      | AG       | Allemagne   | Flyers de Philadelphie (↔Tampa Bay) | Thunderbirds de Seattle (LHOu)          |
| 119  | Zachary Yuen        | D        | Canada      | Jets de Winnipeg (↔San Jose)        | Americans de Tri-City (LHOu)            |
| 120  | Ludwig Blomstrand   | AG       | Suède       | Canucks de Vancouver                | Djurgården Hockey Jr. (SM-liiga)        |
| 121  | Brian Ferlin        | AD       | États-Unis  | Bruins de Boston                    | Ice d'Indiana (USHL)                    |

#### Transferts et annulations
- Le quatrième choix des Ducks va aux Canadiens
- Le quatrième choix des Penguins va aux Oilers
- Le quatrième choix des Sharks va aux Ducks
- Le quatrième choix du Lightning va aux Flyers
- Le quatrième choix des Canadiens va aux Thrashers à la suite de la transaction du 24 février 2011 qui a envoyé Brent Sopel et Nigel Dawes à Montréal contre Ben Maxwell et ce choix.

### Cinquième tour
| Rang | Joueur             | Position | Nationalité        | Équipe LNH                                           | Repêché de                                |
| ---- | ------------------ | -------- | ------------------ | ---------------------------------------------------- | ----------------------------------------- |
| 122  | Martin Gernát      | D        | Slovaquie          | Oilers d'Edmonton                                    | HC Košice Jr. (Slovaquie Jr.)             |
| 123  | Garrett Meurs      | C        | Canada             | Avalanche du Colorado                                | Whalers de Plymouth (LHO)                 |
| 124  | Iaroslav Kossov    | A        | Russie             | Panthers de la Floride                               | Stalnye Lissy (MHL)                       |
| 125  | John Persson       | AG       | Suède              | Islanders de New York                                | Rebels de Red Deer (LHOu)                 |
| 126  | Fredrik Claesson   | AG       | Suède              | Sénateurs d'Ottawa                                   | Djurgården Hockey (Elitserien)            |
| 127  | Brenden Kichton    | D        | Canada             | Islanders de New York (↔ Winnipeg)                   | Chiefs de Spokane (LHOu)                  |
| 128  | Seth Ambroz        | AD       | États-Unis         | Blue Jackets de Columbus                             | Lancers d'Omaha (USHL)                    |
| 129  | Blake Pietila      | AG       | États-Unis         | Devils du New Jersey                                 | États-Unis (USHL)                         |
| 130  | Tony Cameranesi    | C        | États-Unis         | Maple Leafs de Toronto                               | Wayzata High School (USHS-Minnesota)      |
| 131  | Nick Seeler        | D        | États-Unis         | Wild du Minnesota                                    | Eden Prairie High School (USHS-Minnesota) |
| 132  | Niklas Lundström   | G        | Suède              | Blues de Saint-Louis                                 | AIK IF Jr. (Suède Jr.)                    |
| 133  | Sean Kuraly        | C        | États-Unis         | Sharks de San José (↔Winnigeg)(↔ Caroline)(↔Floride) | Ice d'Indiana (USHL)                      |
| 134  | Shane McColgan     | AD       | États-Unis         | Rangers de New York (↔Calgary)                       | Rockets de Kelowna (LHOu)                 |
| 135  | Troy Vance         | D        | États-Unis         | Stars de Dallas                                      | Tigres de Victoriaville (LHJMQ)           |
| 136  | Samuel Noreau      | D        | Canada             | Rangers de New York                                  | Drakkar de Baie-Comeau (LHJMQ)            |
| 137  | Alex Lepkowski     | D        | États-Unis         | Sabres de Buffalo                                    | Colts de Barrie (LHO)                     |
| 138  | Darren Dietz       | D        | Canada             | Canadiens de Montréal                                | Blades de Saskatoon (LHOu)                |
| 139  | Andrew Shaw        | C        | Canada             | Blackhawks de Chicago                                | Attack d’Owen Sound (LHO)                 |
| 140  | Joel Lowry         | AG       | Canada             | Kings de Los Angeles                                 | Grizzlies de Victoria (LHCB)              |
| 141  | Darian Dziurzynski | AG       | Canada             | Coyotes de Phoenix                                   | Blades de Saskatoon (LHOu)                |
| 142  | Simon Karlsson     | D        | Suède              | Predators de Nashville                               | Malmö Redhawks (Allsvenskan)              |
| 143  | Max Friberg        | AG       | Suède              | Ducks d'Anaheim                                      | Skövde IK (Division 1)                    |
| 144  | Dominik Uher       | C        | République tchèque | Penguins de Pittsburgh                               | Chiefs de Spokane (LHOu)                  |
| 145  | Philippe Hudon     | C/AD     | Canada             | Red Wings de Détroit                                 | Choate Rosemary (USHS-Connecticut)        |
| 146  | Mattias Backman    | D        | Suède              | Red Wings de Détroit (↔Philadelphie)                 | HC Linköpings (Elitserien)                |
| 147  | Patrick Koudys     | D        | Canada             | Capitals de Washington                               | Engineers de Rensselaer (ECAC)            |
| 148  | Nikita Nesterov    | D        | Russie             | Lightning de Tampa Bay                               | Belye Medvedi (MHL)                       |
| 149  | Austen Brassard    | AD       | Canada             | Jets de Winnipeg (↔San Jose)                         | Bulls de Belleville (LHO)                 |
| 150  | Frank Corrado      | D        | Canada             | Canucks de Vancouver                                 | Wolves de Sudbury (LHO)                   |
| 151  | Rob O'Gara         | D        | États-Unis         | Bruins de Boston                                     | Milton Academy (USHS-Massachusetts)       |

#### Transferts et annulations
- Le cinquième choix des Thrashers va aux Islanders
- Le cinquième choix des Flyers va aux Red Wings

### Sixième tour
| Rang | Joueur             | Position | Nationalité        | Équipe LNH                                    | Repêché de                                      |
| ---- | ------------------ | -------- | ------------------ | --------------------------------------------- | ----------------------------------------------- |
| 152  | David Broll        | AG       | Canada             | Maple Leafs de Toronto (↔ Edmonton)           | Greyhounds de Sault Ste. Marie (LHO)            |
| 153  | Gabriel Beaupré    | D        | Canada             | Avalanche du Colorado                         | Foreurs de Val-d'Or (LHJMQ)                     |
| 154  | Edward Wittchow    | D        | États-Unis         | Panthers de la Floride                        | Panthers de Burnsville (USHS-Minnesota)         |
| 155  | Andrew Fritsch     | AD       | Canada             | Coyotes de Phoenix (↔ New York)               | Attack d'Owen Sound (LHO)                       |
| 156  | Darren Kramer      | C        | Canada             | Sénateurs d'Ottawa                            | Chiefs de Spokane (LHOu)                        |
| 157  | Jason Kasdorf      | G        | Canada             | Jets de Winnipeg                              | Terriers de Portage (LHJM)                      |
| 158  | Lukáš Sedlák       | C        | République tchèque | Blue Jackets de Columbus                      | Budejovice Jr. (République tchèque Jr.)         |
| 159  | Reece Scarlett     | D        | Canada             | Devils du New Jersey                          | Broncos de Swift Current (LHOu)                 |
| 160  | Josh Manson        | D        | Canada             | Maple Leafs de Toronto                        | SilverBacks de Salmon Arm (LHCB)                |
| 161  | Stephen Michalek   | G        | États-Unis         | Wild du Minnesota                             | Pelicans de Loomis-Chaffee (High-CT)            |
| 162  | Ryan Tesink        | C        | Canada             | Blues de Saint-Louis                          | Sea Dogs de Saint-Jean (LHJMQ)                  |
| 163  | Matt Mahalak       | G        | États-Unis         | Hurricanes de la Caroline                     | Whalers de Plymouth (LHO)                       |
| 164  | Laurent Brossoit   | G        | Canada             | Flames de Calgary                             | Oil Kings d'Edmonton (LHOu)                     |
| 165  | Matej Stransky     | AD       | République tchèque | Stars de Dallas                               | Blades de Saskatoon (LHOu)                      |
| 166  | Daniil Sobtchenko  | A        | Russie Ukraine     | Sharks de San Jose (↔New York)                | Lokomotiv Iaroslavl (KHL)                       |
| 167  | Nathan Lieuwen     | G        | Canada             | Sabres de Buffalo                             | Ice de Kootenay (LHOu)                          |
| 168  | Daniel Přibyl      | C        | République tchèque | Canadiens de Montréal                         | Sparta Jr. (République tchèque Jr.)             |
| 169  | Sam Jardine        | D        | Canada             | Blackhawks de Chicago                         | Kodiaks de Camrose (LHJA)                       |
| 170  | Chase Balisy       | C        | États-Unis         | Kings de Los Angeles                          | Broncos de Western Michigan (CCHA)              |
| 171  | Max McCormick      | AG       | États-Unis         | Sénateurs d'Ottawa (↔Phoenix (↔Anaheim))      | Musketeers de Sioux City (USHL)                 |
| 172  | Peter Čerešňák     | D        | Slovaquie          | Rangers de New York (↔Predators de Nashville) | Dukla Trenčín (Extraliga slovaque)              |
| 173  | Dennis Robertson   | D        | Canada             | Maple Leafs de Toronto (↔Anaheim)             | Bears de Brown (ECAC)                           |
| 174  | Josh Archibald     | AD       | Canada             | Penguins de Pittsburgh                        | Brainerd High School (High School Minnesota)    |
| 175  | Richard Nedomlel   | D        | République tchèque | Red Wings de Détroit                          | Broncos de Swift Current (LHOu)                 |
| 176  | Petr Placák        | AD       | République tchèque | Flyers de Philadelphie                        | Hotchkiss High School (High School Connecticut) |
| 177  | Travis Boyd        | C        | États-Unis         | Capitals de Washington                        | États-Unis (USHL)                               |
| 178  | Adam Wilcox        | G        | États-Unis         | Lightning de Tampa Bay                        | Gamblers de Green Bay (USHL)                    |
| 179  | Dylan DeMelo       | D        | Canada             | Sharks de San Jose                            | St. Michael's Majors de Mississauga (LHO)       |
| 180  | Pathrik Westerholm | AD       | Suède              | Canucks de Vancouver                          | Malmö Redhawks (Allsvenskan)                    |
| 181  | Lars Volden        | G        | Norvège            | Bruins de Boston                              | Espoo Blues Jr. (Finlande Jr.)                  |

#### Transferts et annulations
- Le sixième choix des Oilers va aux Maple Leafs
- Le sixième choix des Rangers va aux Sharks
- Le sixième choix des Coyotes va au Ducks

### Septième tour
| Rang | Joueur             | Position | Nationalité | Équipe LNH                         | Repêché de                          |
| ---- | ------------------ | -------- | ----------- | ---------------------------------- | ----------------------------------- |
| 182  | Frans Tuohimaa     | G        | Finlande    | Oilers d'Edmonton                  | Jokerit Helsinki jr.                |
| 183  | Dillon Donnelly    | D        | États-Unis  | Avalanche du Colorado              | Cataractes de Shawinigan            |
| 184  | Iiro Pakarinen     | AD       | Finlande    | Panthers de la Floride             | KalPa (SM-liiga)                    |
| 185  | Mitchell Theoret   | C        | Canada      | Islanders de New York              | IceDogs de Niagara (LHO)            |
| 186  | Jordan Fransoo     | D        | Canada      | Sénateurs d'Ottawa                 | Wheat Kings de Brandon (LHOu)       |
| 187  | Aaron Harstad      | D        | États-Unis  | Jets de Winnipeg                   | Gamblers de Green Bay (USHL)        |
| 188  | Anton Forsberg     | G        | Suède       | Blue Jackets de Columbus           | Modo Jr.                            |
| 189  | Patrick Daly       | D        | États-Unis  | Devils du New Jersey               | Benilde-St.Margaret's (USHS-MN)     |
| 190  | Garret Sparks      | G        | États-Unis  | Maple Leafs de Toronto             | Storm de Guelph (LHO)               |
| 191  | Tyler Graovac      | C        | Canada      | Wild du Minnesota                  | 67's d'Ottawa (LHO)                 |
| 192  | Teemu Eronen       | D        | Finlande    | Blues de Saint-Louis               | Jokerit (SM-liiga)                  |
| 193  | Brody Sutter       | C        | Canada      | Hurricanes de la Caroline          | Hurricanes de Lethbridge (LHOu)     |
| 194  | Colin Blackwell    | D        | États-Unis  | Jets de Winnipeg (↔ Calgary)       | St. John's Prep (USHS-MA)           |
| 195  | Jyrki Jokipakka    | D        | Finlande    | Stars de Dallas                    | Ilves (SM-liiga)                    |
| 196  | Zac Larraza        | AG       | États-Unis  | Coyotes de Phoenix (↔New York)     | US NTDP (USHL)                      |
| 197  | Brad Navin         | C        | États-Unis  | Sabres de Buffalo                  | Waupaca High School (USHS-WI)       |
| 198  | Colin Sullivan     | D        | États-Unis  | Canadiens de Montréal              | Old Farms d'Avon (USHS-MA)          |
| 199  | Alex Broadhurst    | C        | États-Unis  | Blackhawks de Chicago              | Gamblers de Green Bay (USHL)        |
| 200  | Michael Schumacher | AG       | Suède       | Kings de Los Angeles               | Frölunda Jr.                        |
| 201  | Matthew Peca       | C        | Canada      | Coyotes de Phoenix                 | Lumber Kings de Pembroke (LCHJ)     |
| 202  | Brent Andrews      | AG       | Canada      | Predators de Nashville             | Mooseheads d'Halifax (LHJMQ)        |
| 203  | Max Everson        | D        | États-Unis  | Maple Leafs de Toronto (↔Anaheim)  | Edina High School (USHS-MN)         |
| 204  | Ryan Dzingel       | C        | États-Unis  | Sénateurs d'Ottawa (↔Pittsburgh)   | Stars de Lincoln (USHL)             |
| 205  | Alekseï Martchenko | D        | Russie      | Red Wings de Détroit               | HK CSKA Moscou (KHL)                |
| 206  | Derek Mathers      | AD       | Canada      | Flyers de Philadelphie             | Petes de Peterborough (LHO)         |
| 207  | Garrett Haar       | D        | États-Unis  | Capitals de Washington             | Force de Fargo (USHL)               |
| 208  | Ondřej Palát       | AG       | Tchéquie    | Lightning de Tampa Bay             | Voltigeurs de Drummondville (LHJMQ) |
| 209  | Scott Wilson       | C        | Canada      | Penguins de Pittsburgh (↔San Jose) | Raiders de Georgetown (LHJO)        |
| 210  | Henrik Tömmernes   | D        | Suède       | Canucks de Vancouver               | Frölunda HC (Elitserien)            |
| 211  | Johan Mattsson     | G        | Suède       | Blackhawks de Chicago (↔Boston)    | Södertalje Jr. (Swe-Jr.)            |

#### Transferts et annulations
- Le septième choix des Ducks va aux Maple Leafs
- Le septième choix des Bruins va aux Blackhawks
- Le septième choix des Rangers va aux Coyotes
- Le septième choix des Sharks va aux Penguins